# Pensacola Bay Center
Pensacola Bay Center, tidigare Pensacola Civic Center, är en inomhusarena i Pensacola, Florida i USA. Den har en publikkapacitet på mellan 8 049 och 10 000 åskådare beroende på arrangemang. Inomhusarenan började byggas 1983 och invigdes den 21 januari 1985. Pensacola Bay Center ägs av countyt Escambia County medan den underhålls av ASM Global. Den användes som hemmaarena för ishockeylaget Pensacola Ice Pilots (ECHL; 1996–2008).